# Tratado de París (1259)

Conquistas de Felipe Augusto entre 1180 y 1223. En azul, dominio real del rey de Francia; en verde feudos de la corona; en rojo feudos del rey de Inglaterra; en amarillo señoríos eclesiásticos.

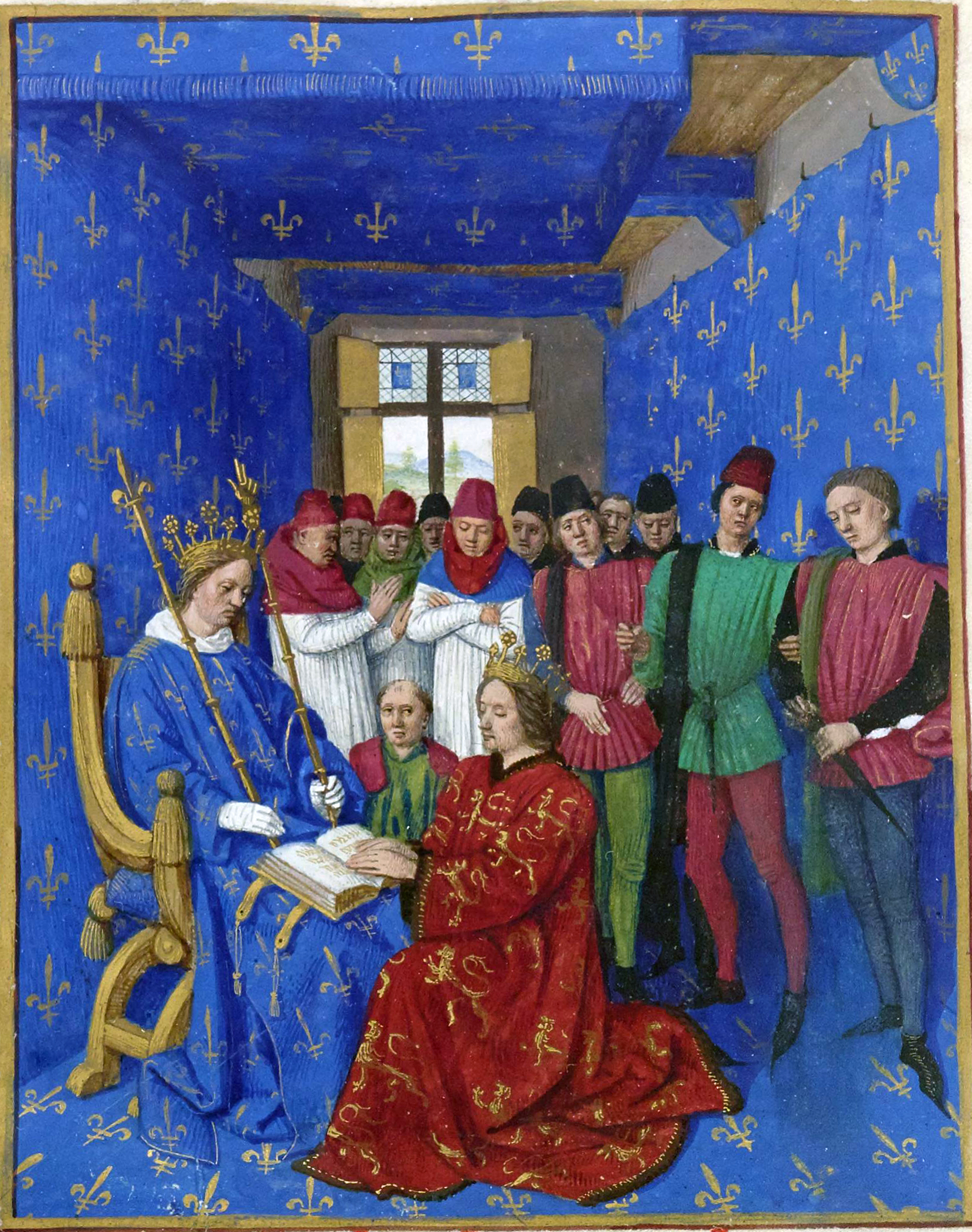
Ceremonia de homenaje en el que un rey de Inglaterra se reconoce vasallo del rey de Francia en sus feudos continentales. En este caso los reyes son Eduardo I de Inglaterra y Felipe IV de Francia (5 de junio de 1286).

El Tratado de París, también llamado Tratado de Abbeville, firmado el 28 de mayo de 1258 y ratificado el 4 de diciembre de 1259 con el homenaje de Enrique III de Inglaterra a Luis IX de Francia, puso fin a un conflicto que había durado más de cien años entre los Plantagenet y los Capetos (que algunos autores llaman "la Primera Guerra de los Cien Años"), una disputa iniciada con el matrimonio entre Leonor de Aquitania y Enrique II de Inglaterra (1152, por entonces heredero del trono), y que había tenido como momento culminante el enfrentamiento entre Felipe Augusto y Juan sin Tierra (al comienzo del siglo XIII).
El rey inglés reconoce la pérdida del Ducado de Normandía pero retiene las Islas del Canal (no en condición de territorio del reino de Inglaterra, sino del de Francia, en su condición de "Par de Francia y Duque de Aquitania"); renuncia a Maine, Anjou y Poitou pero retiene Gascuña y Aquitania en condición de vasallo del rey de Francia. Luis retira su apoyo a los rebeldes ingleses y cede a Enrique los obispados de Limoges, Cahors y Périgueux. La posesión del Agenais estará sujeta al pago de una renta anual. Otra manera de enumerar las posesiones es, para Inglaterra: el Limousin, el Périgord, la Guyenne, el Quercy, el Agenais y la Saintonge al sur del río Charente; y para Francia Normandía y los países del Loira (Touraine, Anjou, Poitou y el Condado de Maine).
A pesar del equilibrio entre las dos coronas, la pérdida de posesiones continentales de la monarquía inglesa (reconocimiento del resultado militar de las batallas de Saintes y Taillebourg, 1242), y la confirmación de la condición de vasallaje para los restantes, determinan que la potencia dominante sea la monarquía francesa, que queda confirmada como la más poderosa de la cristiandad latina.
Las dudas sobre la aplicación del tratado generaron conflictos que están entre las causas indirectas de la Guerra de los Cien Años (1337-1453).